# Isis Holt
Isis Holt (née le 3 juillet 2001 à Melbourne) est une athlète handisport australienne pratiquant l'athlétisme sur les épreuves de sprint. Souffrant d'une infirmité motrice cérébrale , elle concourre dans la catégorie T35. Plusieurs fois championne du monde, lors des  éditions 2015 et  2017, elle participe également aux Jeux paralympiques de 2016 à Rio, où elle a remporté deux médailles d'argent et une médaille de bronze,. Elle remporte également un titre aux Jeux du Commonwealth lors de l'édition 2018 à Gold Coast.

## Biographie
Isis Holt est née le 3 juillet 2001 avec une infirmité motrice cérébrale, qui affecte les deux côtés de son corps. Elle va à l'école au Brunswick Secondary College.

## Athlétisme
Holt a commencé l'athlétisme en 2014. Aux Championnats du monde d'athlétisme handisport 2015 à Doha, lors de sa première grande compétition à l'étranger, elle a remporté des médailles d'or dans deux épreuves : sur le 100 m T35 en 13 s 63 avec +2,0 de vent favorable (VF), ce qui devient le nouveau record du monde et le 200 m 28 s 57 (VF : +1,5), également un nouveau record du monde,. Au World Para Athletics Grand Prix de Canberra, le 7 février 2016, elle enfonça son record du monde dans l'épreuve du 200m T35 en courant en 28,38 s (VF : +0,2 s). Aux Championnats d'athlétisme d'Australie de 2016 à Sydney, elle a battu les records du monde en 100 m et 200 m.
Aux Jeux paralympiques de 2016 à Rio de Janeiro, elle a remporté des médailles d'argent dans les épreuves de 100 m et 200 m. Elle a aussi gagné une médaille de bronze dans le relais 4 x 100 m T35-38 féminin.
Aux Championnats du monde d'athlétisme handisport 2017 à Londres, elle a remporté des médailles d'or dans les épreuves de 100 m et 200 m, conservant ainsi les titres gagnés en 2015. En remportant le 100 m, elle a battu son propre record du monde de 0,14 s avec un temps de 13 s 43. Deux semaines avant de partir pour les championnats du monde, elle avait été hospitalisée pour une amygdalite.
Après avoir de nouveau battu son record du monde du 100 m, en février à Gold Coast puis en mars à Sydney, elle remporte la médaille d'or sur 100 m lors de l'édition 2018  des Jeux du Commonwealth  disputés à Gold Coast, dans le temps de 13 s 58.

## Palmarès

### Palmarès international
| Date | Compétition                | Lieu           | Résultat | Discipline              | Temps   |
| ---- | -------------------------- | -------------- | -------- | ----------------------- | ------- |
| 2015 | Championnats du monde      | Doha           | 1re      | 100 m                   | 13 s 63 |
| 2015 | Championnats du monde      | Doha           | 1re      | 200 m                   | 28 s 57 |
| 2016 | Jeux paralympiques de 2016 | Rio de Janeiro | 2e       | 100 m                   | 13 s 75 |
| 2016 | Jeux paralympiques de 2016 | Rio de Janeiro | 2e       | 200 m                   | 28 s 79 |
| 2016 | Jeux paralympiques de 2016 | Rio de Janeiro | 3e       | Relais 4 x 100 m T35-38 | 55 s 09 |
| 2017 | Championnats du monde      | Londres        | 1re      | 100 m                   | 13 s 43 |
| 2017 | Championnats du monde      | Londres        | 1re      | 200 m                   | 28 s 47 |
| 2018 | Jeux du Commonwealth       | Gold Coast     | 1re      | 100 m                   | 13 s 58 |
| 2020 | Jeux paralympiques         | Tokyo          | 2e       | 100 m                   | 13 s 13 |

### Records du monde
| Distance | Temps / Distance    | Emplacement            | Date            |
| -------- | ------------------- | ---------------------- | --------------- |
| 200 m    | 29 s 49             | Brisbane               | 29 mars 2015    |
| 100 m    | 13 s 63 (VF : +2,0) | Doha                   | 29 octobre 2015 |
| 200 m    | 28 s 57 (VF : +1,5) | Doha                   | 24 octobre 2015 |
| 200 m    | 28 s 38 (VF : +0,2) | Canberra               | 7 février 2016  |
| 100 m    | 13 s 57 (VF : -0,8) | Sydney                 | 1er avril 2016  |
| 200 m    | 28 s 30 (VF : +1,1) | Sydney                 | 3 avril 2016    |
| 100 m    | 13 s 43 (VF : +0,9) | Londres                | 19 juillet 2017 |
| 100 m    | 13 s 37 (VF : +0,8) | Gold Coast, Queensland | 17 février 2018 |
| 100 m    | 13 s 36 (VF : +0,5) | Sydney                 | 17 mars 2018    |

Sa philosophie est « Ma capacité est plus grande que mon incapacité. » Elle est encadrée, à Melbourne, par Nick Wall et est titulaire d'une bourse par le Victorian Institute of Sport.

## Distinctions
- 2015 : Victorian Junior Athlete of the Year[18]
- 2015 : Athletics Australia Female Para-athlete of the Year[19]
- 2016 : Athletics Australia Female Para-athlete of the Year
- 2017 : Victorian Disability Sport and Recreation Awards – Deakin University Female Sportsperson of the Year[20]
- 2017 : Victorian Institute of Sport 2XU Youth Award[21]
- 2017 : Athletics Australia Female Para-athlete of the Year[22]